# Rodovia dos Imigrantes
La Rodovia dos Imigrantes, ufficialmente SP-160, è un'autostrada dello stato brasiliano di San Paolo, che costituisce il principale collegamento stradale tra la capitale San Paolo e la regione della Baixada Santista. Segue il percorso della Rodovia Anchieta ed è anche una delle autostrade più trafficate del Brasile, soprattutto nei fine settimana.

## Descrizione
La Rodovia dos Imigrantes ha 44 viadotti, sette ponti e 11 gallerie lungo i suoi 58,5 km. L'autostrada è stata recentemente ampliata, in una delle imprese più audaci dell'ingegneria autostradale brasiliana, con lunghissimi tunnel e alti ponti a sei corsie costruiti sopra la foresta pluviale tropicale, che ricopre le ripide pendici della Serra do Mar, la catena rocciosa che separa l'altopiano di San Paolo dalla pianura marittima. Durante i fine settimana di sole, più di un milione di automobili attraversano comunemente i suoi quasi 60 km di percorso, che separano la città di São Paulo dalla costa.
La Rodovia dos Imigrantes è stata inaugurata lunedì 28 giugno 1976 dal presidente Ernesto Geisel. Fu concepita con lo scopo di alleggerire dal traffico la Rodovia Anchieta. Sebbene sia più lunga dell'Anchieta, la Rodovia dos Imigrantes è oggi più trafficata grazie al suo percorso più agevole, che consente limiti di velocità più elevati, e al suo percorso più diretto verso le città di Santos e Guarujá, la costa settentrionale (con Bertioga) e la costa meridionale (con le città di Praia Grande, Mongaguá e Itanhaém). La carreggiata sud è stata inaugurata martedì 17 dicembre 2002.
La Rodovia dos Imigrantes è stata così chiamata per ricordare il contributo degli immigrati allo sviluppo culturale, economico e sociale del Brasile.
Nel gennaio 2024, il governo di Tarcísio de Freitas ha autorizzato Ecovias a studiare la creazione di una terza strada che colleghi l'altopiano con la Baixada Santista, a causa dell'aumento del flusso giornaliero di veicoli.